# Аквариум (фильм, 2009)
«Аквариум» (англ. Fish Tank) — драматический фильм 2009 года режиссёра Андреа Арнольд. Фильм получил Приз жюри на Каннском кинофестивале, премию BAFTA за лучший британский фильм и ряд других наград. Российская премьера состоялась 28 января 2010 года.

## Сюжет
15-летняя Миа живёт в одной из квартир многоэтажного дома вместе с легкомысленной матерью и младшей сестрой. Девушка агрессивно настроена ко всем вокруг, из школы её выгнали, так что мать планирует отправить её в интернат. Единственным подлинным увлечением Мии являются танцы, в которых она постоянно совершенствуется. Однажды утром на кухне она встречает нового ухажёра своей матери и, несмотря на показные равнодушие и даже враждебность, проникается к нему симпатией.

## В ролях
- Кэти Джарвис — Миа Уильямс
- Майкл Фассбендер — Коннор
- Кирстон Уэринг — Джоан Уильямс, мать
- Ребекка Гриффитс — Тайлор Уильямс
- Гарри Тредэвэй — Билли
- Сидни Мэри Нэш — Кира
- Сара Байс — Келли

## Производство
У Кэти Джарвис, которая исполняла роль Миа, не было актёрского опыта. Её пригласили на роль, после того как один из ассистентов по подбору актёров увидел её с приятелем на железнодорожной станции в Тилбери (Tilbury Town railway station), которая фигурировала в самом фильме. Фильм был снят в хронологическом порядке. В конце каждой недели актёры получали часть сценария, которую им надо было играть на следующей неделе, поэтому они не знали, что произойдёт с их персонажами в конце картины.

## Критика
Фильм получил 91 % положительных рецензий на сайте Rotten Tomatoes.
Дэвид Денби из The New Yorker пишет: «„Аквариум“ начинается как клочок низкоклассого хаоса, но превращается во властный, эмоционально удовлетворяющий фильм, сравнимый с такой классикой, как „Четыреста ударов“».

## Награды
| Награды                                 | Награды | Награды                                                        | Награды                                | Награды |
| --------------------------------------- | ------- | -------------------------------------------------------------- | -------------------------------------- | ------- |
| Фестиваль                               | Год     | Категория/Премия                                               | Победитель                             |         |
| Фестиваль независимого английского кино | 2009    | Лучший режиссёр Наиболее многообещающий новичок                | Андреа Арнольд Kэти Джарвис            |         |
| Каннский кинофестиваль                  | 2009    | Приз жюри                                                      | Андреа Арнольд                         |         |
| Чикагский международный кинофестиваль   | 2009    | Gold Plaque (Лучший актёр второго плана) Специальный приз жюри | Майкл Фассбендер Андреа Арнольд        |         |
| Эдинбургский кинофестиваль              | 2009    | Лучшая британская роль                                         | Kэти Джарвис                           |         |
| Motovun Film Festival                   | 2009    | ФИПРЕССИ Propeller of Motovun                                  | Андреа Арнольд                         |         |
| Норвежский кинофестиваль                | 2009    | Премия кинокритиков                                            | Андреа Арнольд                         |         |
| Премия BAFTA                            | 2010    | Лучший британский фильм                                        | Андреа Арнольд, Кис Касандер, Ник Лоуз |         |
| Фестиваль Фантаспорто                   | 2010    | Лучший фильм Лучший сценарий                                   | Андреа Арнольд                         |         |

Кроме того, в 2009 году фильм получил три номинации на премию European Film Awards (лучший фильм, режиссёр и актриса).